# Ansaldo Automobili
Pour les articles homonymes, voir Ansaldo (homonymie).
La société SA Automobili Ansaldo est un constructeur automobile italien, créé au lendemain de la Première Guerre mondiale dans le but de convertir les sites industriels ayant produit du matériel militaire en productions civiles. C'est une des nombreuses filiales du groupe Ansaldo, un très ancien groupe industriel italien, créé à Sampierdarena à côté de Gênes en 1853 sous le nom Gio. Ansaldo & C. sous la forme de société en commandite simple.

## Histoire de la société
Elle fut créée à l'initiative de Giovanni Ansaldo avec l'appui du comte de Cavour, un fervent défenseur de l'autonomie de l'industrie ferroviaire italienne.
Elle sera dirigée par un excellent gestionnaire, Guido Soria, mais qui n'avait jamais œuvré dans le commerce. Comme bon nombre de constructeurs à cette époque, peu d'entre eux ont survécu à cause d'erreurs de marketing et de la mauvaise prise en compte des besoins de la clientèle. Ces industriels étaient trop habitués aux commandes de l'armée qui se succédaient avec des cahiers des charges imposés, alors qu'il aurait fallu faire des études de marché.
Les difficultés inhérentes à la reconstruction des dégâts de la guerre et la raréfaction du crédit ne sont pas les seuls motifs de la crise que connut le secteur de la construction automobile dans tous les pays d'Europe à cette époque. En effet, les automobiles Ansaldo étaient en directe concurrence avec les modèles Lancia. Malgré une forte baisse des volumes des ventes, Lancia se positionnait dans le créneau de l'élégance et du luxe avec un prix élevé certes, alors que les modèles Ansaldo n'ont jamais vraiment cherché à se différencier de la concurrence. Pour relancer les ventes, Lancia mit au point un nouveau modèle Lancia Lambda alors qu'Ansaldo poursuivit la production d'anciens modèles.
Ce comportement a longtemps posé question aux observateurs sachant que la société avait une politique de communication avant-gardiste. Elle fut la première en Europe à proposer des peintures bicolores sur ses modèles, à l'image de l'habitude américaine. Elle inventa la technique des relations publiques avec 15 ans d'avance sur ses concurrents, et passa des conventions avec les revues spécialisées de l'époque pour diffuser un insert de plusieurs pages sur les nouveautés et autres de la société sous le nom de “Gazette Ansaldo”.
Face aux difficultés, en 1929, la société OM, une des nombreuses sociétés du groupe Fiat, est chargée d'assurer la gestion de la société avant une reprise complète. En 1932, la société est rebaptisée Ansaldo CEVA - Costruzione E Vendita Vetture Ansaldo (Construction Et Vente Voitures Ansaldo) afin d'écouler les 400 exemplaires en stocks invendus. En 1936, la société est définitivement liquidée et ses actifs vendus à la société de carrosseries industrielles Viberti.

### Contexte historique
Giovanni Ansaldo, aussi appelé Gio. Ansaldo, était un brillant professeur d'université, enseignant le calcul aux éléments finis à l'université de Gènes alors qu'il n'a que 21 ans. En 1852, alors qu'il n'a que 24 ans, il est nommé directeur général d'une entreprise de mécanique, l'une des plus importantes du nord de l'Italie à l'époque, qui portera son nom Giovanni Ansaldo & Cie..
La société Gio. Ansaldo & Cie. s'est orientée, dès sa création en 1853, vers le secteur de la construction, maintenance et réparation de matériel ferroviaire. En raison des tensions internationales du début du XXe siècle, elle s'orienta aussi vers la fabrication de matériel de guerre : canons de toutes caractéristiques et la production de gros moteurs de nouvelle génération, pour la mise en application du fruit de ses recherches. La première locomotive à vapeur fabriquée en 1853 fut baptisée "Sampierdarena". Durant les trois années qui suivirent, la société livrera 20 locomotives du même type, un record pour l'époque ! En 1866, l'entreprise comptait pas moins de 1 100 salariés.
Ensuite, l'entreprise se lança dans la construction navale, un secteur devenu stratégique pour le pays. C'est à cette époque que l'Italie se dota de nouveaux chantiers navals dont une grande partie sont toujours en activité et ont permis au pays de devenir un des leaders mondiaux dans ce domaine. Elle conçut, entre autres, la classe Giuseppe Garibaldi. En quelques années, Ansaldo devint un groupe industriel de premier plan en Europe avec un effectif dépassant les 10 000 salariés répartis sur sept sites industriels.
Lors de la création de la branche Ansaldo Automobili, les effectifs du groupe Ansaldo dépassaient les 80 000 salariés directs.
Toutes les archives ont été confiées à la Fondation Ansaldo.

## Les modèles automobiles Ansaldo

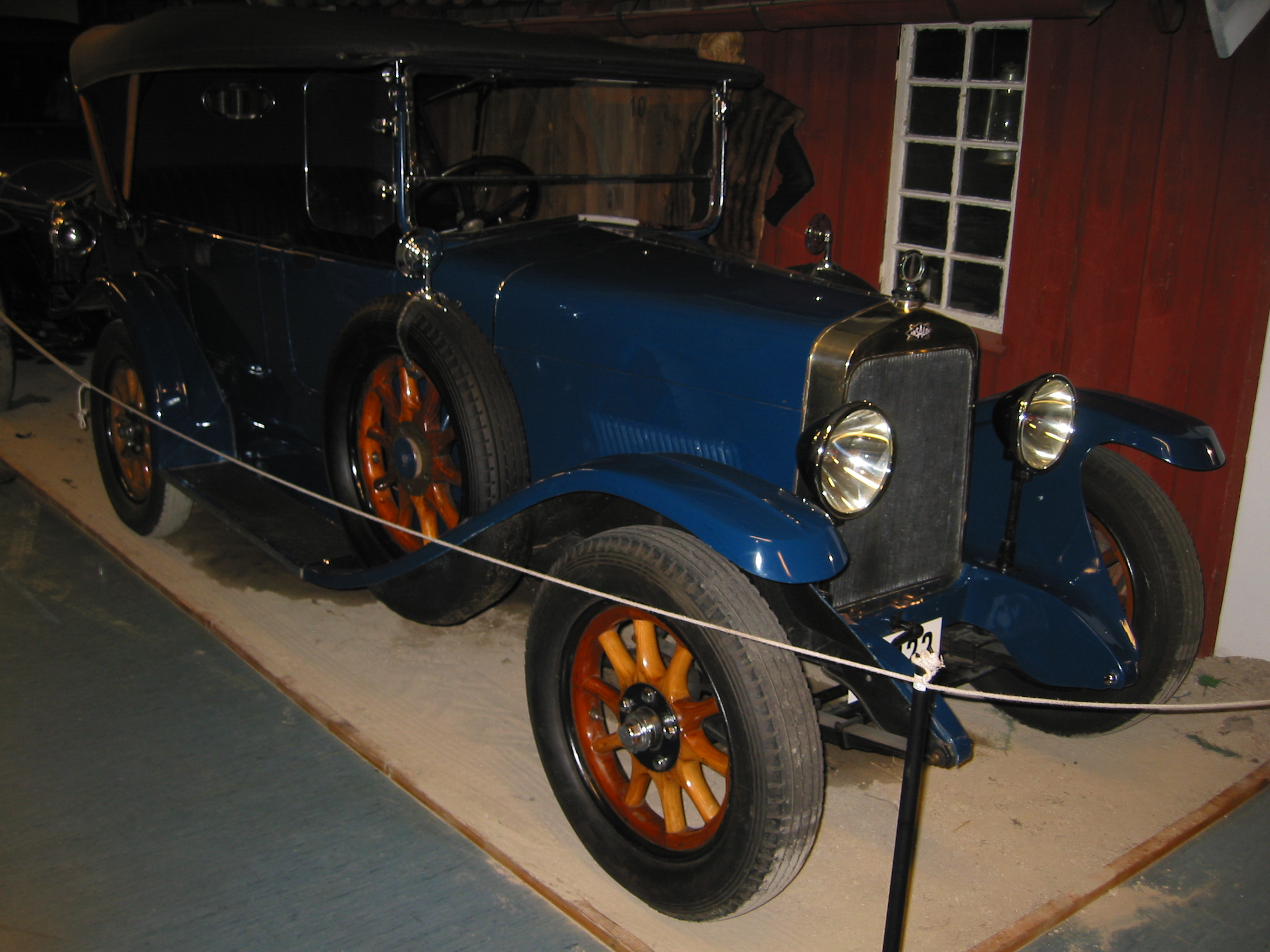
Ansaldo Tipo 4B (1922)

- 1920 - Ansaldo Tipo 4 - 4 cylindres en ligne 1.847 cm3 - production : 187 unités en 1920 et 443 en 1921, curiosité technique, le moteur disposait d'un arbre à cames en tête !
- 1922 - Ansaldo Tipo 4CS - 4 cylindres en ligne 1.980 cm3 -
- 1923 - Ansaldo Tipo 6 AN - 6 cylindres en ligne 1.990 cm3
- 1926 - Ansaldo Tipo 10 - 4 cylindres en ligne 1.496 cm3
- 1927 - Ansaldo Tipo 6BN - 6 cylindres en ligne 2.179 cm3
- 1929 - Ansaldo Tipo 18 - 6 cylindres en ligne 2.782 cm3
- 1929 - Ansaldo Tipo 22 - 8 cylindres en ligne 3.540 cm3

## Sources
- (it + en) AISA Story Les marques italiennes des années 1920 disparues